# Microcharon galapagoensis
Microcharon galapagoensis is een pissebed uit de familie Lepidocharontidae. De wetenschappelijke naam van de soort is voor het eerst geldig gepubliceerd in 1979 door Coineau & Schmidt.